# Ашина Юанькин-шад
Ашина Юанькин-шад (тронное имя кит. упр. 兴昔亡可汗, пиньинь xingxiwangkehan, палл. Синсиванкэхань, личное имя кит. упр. 阿史那元庆, пиньинь ashinayuanqing, палл. Ашинаюаньцин) — каган Западно-тюркского каганата с 679 года по 693 год. Был номинальным правителем, не контролировал даже собственный аймак.

## Биография
Поставлен китайским руководством для управления дулу. В 685 получил чин Чжэньго Дацзяньцзюня и затем Цзо-увэй Дацзянцзюнь В 693 году его назначили Цзечжуншичжуханом. Его вызвали в Чанъань, где чиновник Дай Цзуньчень обвинил его в сговоре с наследником для захвата власти. Юанькин был схвачен и разрублен пополам.